# Bagolo
Bagolo is een bestuurslaag in het regentschap Ciamis van de provincie West-Java, Indonesië. Bagolo telt 3241 inwoners (volkstelling 2010).